# Stevan Jovetić
Stevan Jovetić (chirilic: Cтeвaн Joвeтић, AFI: [stɛ̂ʋaːn jɔ̂ʋɛtitɕ]; n. 2 noiembrie 1989, Podgorica, RSF Iugoslavia) este un fotbalist muntenegrean, care joacă pe post de atacant la Omonia în Prima Divizie Cipriotă. Pe plan internațional, are prezențe la națională pentru Muntenegru U21⁠(d), Muntenegru și Serbia U17⁠(d).

## Statistici carieră

### Club
La 20 mai 2017.
| Club               | Sezon         | Campionat | Campionat | Cupă | Cupă   | Continental | Continental | Total | Total  |
| Club               | Sezon         | M.        | Goluri    | M.   | Goluri | M.          | Goluri      | M.    | Goluri |
| ------------------ | ------------- | --------- | --------- | ---- | ------ | ----------- | ----------- | ----- | ------ |
| FK Partizan        | 2005–06       | 2         | 0         | 0    | 0      | 0           | 0           | 2     | 0      |
| FK Partizan        | 2006–07       | 22        | 1         | 4    | 3      | 0           | 0           | 26    | 4      |
| FK Partizan        | 2007–08       | 27        | 12        | 4    | 3      | 2           | 4           | 33    | 19     |
| FK Partizan        | Total         | 51        | 13        | 8    | 6      | 2           | 4           | 61    | 23     |
| Fiorentina         | 2008–09       | 29        | 2         | 1    | 0      | 4           | 0           | 34    | 2      |
| Fiorentina         | 2009–10       | 29        | 6         | 2    | 0      | 6           | 5           | 37    | 11     |
| Fiorentina         | 2010–11       | 0         | 0         | 0    | 0      | 0           | 0           | 0     | 0      |
| Fiorentina         | 2011–12       | 27        | 14        | 2    | 0      | 0           | 0           | 29    | 14     |
| Fiorentina         | 2012–13       | 31        | 13        | 3    | 0      | 0           | 0           | 34    | 13     |
| Fiorentina         | Total         | 116       | 35        | 8    | 0      | 10          | 5           | 134   | 40     |
| Manchester City    | 2013–14       | 11        | 3         | 5    | 3      | 0           | 0           | 16    | 6      |
| Manchester City    | 2014–15       | 17        | 5         | 2    | 0      | 4           | 0           | 23    | 5      |
| Manchester City    | Total         | 28        | 8         | 7    | 3      | 4           | 0           | 39    | 11     |
| Inter Milan (loan) | 2015–16       | 26        | 6         | 2    | 1      | 0           | 0           | 28    | 7      |
| Inter Milan        | 2016–17       | 5         | 0         | 0    | 0      | 0           | 0           | 5     | 0      |
| Inter Milan        | Total         | 31        | 6         | 2    | 1      | 0           | 0           | 33    | 7      |
| Sevilla (loan)     | 2016–17       | 21        | 6         | 1    | 1      | 0           | 0           | 22    | 7      |
| Sevilla (loan)     | Total         | 21        | 6         | 1    | 1      | 0           | 0           | 22    | 7      |
| Total cariera      | Total cariera | 247       | 68        | 26   | 11     | 16          | 9           | 289   | 88     |

### Internațional
| Muntenegru | Muntenegru | Muntenegru |
| An         | Meciuri    | Goluri     |
| ---------- | ---------- | ---------- |
| 2007       | 1          | 0          |
| 2008       | 6          | 4          |
| 2009       | 6          | 2          |
| 2011       | 6          | 1          |
| 2012       | 5          | 3          |
| 2013       | 6          | 2          |
| Total      | 30         | 12         |

#### Goluri internaționale
| Stevan Jovetić – Goluri pentru Muntenegru | Stevan Jovetić – Goluri pentru Muntenegru | Stevan Jovetić – Goluri pentru Muntenegru | Stevan Jovetić – Goluri pentru Muntenegru | Stevan Jovetić – Goluri pentru Muntenegru | Stevan Jovetić – Goluri pentru Muntenegru | Stevan Jovetić – Goluri pentru Muntenegru              |
| #                                         | Data                                      | Stadion                                   | Oponent                                   | Scor                                      | Rezultat                                  | Competiție                                             |
| ----------------------------------------- | ----------------------------------------- | ----------------------------------------- | ----------------------------------------- | ----------------------------------------- | ----------------------------------------- | ------------------------------------------------------ |
| 1.                                        | 20 august 2008                            | Stadium Puskás Ferenc, Budapesta          | Ungaria                                   | 1–1                                       | 3–3                                       | Meci amical                                            |
| 2.                                        | 20 august 2008                            | Stadium Puskás Ferenc, Budapesta          | Ungaria                                   | 3–2                                       | 3–3                                       | Meci amical                                            |
| 3.                                        | 6 septembrie 2008                         | Stadionul Pod Goricom, Podgorica          | Bulgaria                                  | 2–1                                       | 2–2                                       | Calificările pentru Campionatul Mondial de Fotbal 2010 |
| 4.                                        | 19 noiembrie 2008                         | Stadionul Pod Goricom, Podgorica          | Macedonia de Nord                         | 2–0                                       | 2–1                                       | Meci amical                                            |
| 5.                                        | 12 august 2009                            | Stadionul Pod Goricom, Podgorica          | Țara Galilor                              | 1–0                                       | 2–1                                       | Meci amical                                            |
| 6.                                        | 5 septembrie 2009                         | Stadionul Național Vasil Levski, Sofia    | Bulgaria                                  | 1–0                                       | 1–4                                       | Calificările pentru Campionatul Mondial de Fotbal 2010 |
| 7.                                        | 2 septembrie 2011                         | Cardiff City Stadium, Cardiff             | Țara Galilor                              | 1–2                                       | 1–2                                       | Preliminariile Campionatului European de Fotbal 2012   |
| 8.                                        | 29 februarie 2012                         | Stadionul Pod Goricom, Podgorica          | Islanda                                   | 1–0                                       | 2–1                                       | Meci amical                                            |
| 9.                                        | 29 februarie 2012                         | Stadionul Pod Goricom, Podgorica          | Islanda                                   | 2–1                                       | 2–1                                       | Meci amical                                            |
| 10.                                       | 15 august 2012                            | Stadionul Pod Goricom, Podgorica          | Letonia                                   | 1–0                                       | 2–0                                       | Meci amical                                            |
| 11.                                       | 15 octombrie 2013                         | Stadionul Pod Goricom, Podgorica          | Republica Moldova                         | 1–1                                       | 2–5                                       | Calificările pentru Campionatul Mondial de Fotbal 2014 |
| 12.                                       | 15 octombrie 2013                         | Stadionul Pod Goricom, Podgorica          | Republica Moldova                         | 2–5                                       | 2–5                                       | Calificările pentru Campionatul Mondial de Fotbal 2014 |

## Palmares

### Club
Partizan
- SuperLiga (Serbia): 2007–08
- Cupa Serbiei: 2007–08

Manchester City
- Premier League: 2013–2014
- Cupa Ligii Angliei: 2013–2014